# Czarownik i biały wąż
Czarownik i biały wąż (chin. trad. 白蛇傳說之法海, chin. upr. 白蛇传说之法海, pinyin Bái Shé Chuán Shuō Zhī Fǎ Hǎi) – film w reżyserii Ching Siu-tung, z udziałem Jeta Li z 2011 roku. Jest on oparty na chińskiej legendzie o Białym Wężu. Produkcja rozpoczęła się 10 września 2010 roku, a zakończyła 16 stycznia 2011 roku. Jest to film 3D, został pokazany poza konkursem głównym na 68. Międzynarodowym Festiwalu Filmowym w Wenecji w dniu 3 września 2011. Został wydany w Hongkongu 29 września 2011.

## Opis fabuły
Przed wiekami świat zamieszkiwały potwory i gobliny, a wśród nich żyły także dwa węże: biały i zielony. Pewnego dnia Xu Xian udaje się w góry i wpada do jeziora. Zostaje uratowany przez białego węża pod postacią kobiety. Oboje zakochują się w sobie. Czarownik Abott Fahai odkrywa prawdziwą tożsamość kobiety i stacza bitwę z wężem, by chronić naiwnego młodego lekarza.

## Obsada
- Jet Li jako Abott Fahai (法海)
- Eva Huang jako Biały Wąż/Susu (白蛇)
- Raymond Lam jako Xu Xian (許仙)
- Charlene Choi jako Zielony Wąż/Qingqing (小青)
- Wen Zhang jako Neng Ren (能忍)
- Jiang Wu jako Żółwi demon (龜妖)
- Vivian Hsu jako Lodowa Harpia (雪妖)
- Miriam Yeung jako Króliczy demon (兔妖)
- Chapman To jako Żabi demon/Gugu (蛤蟆怪)
- Law Kar-ying jako Tajemniczy zielarz (神秘藥師)
- Lam Suet jako Kurzy demon (雞妖)
- Sonija Kwok jako Bu Ming (不明)
- Angela Tong jako koci demon (貓妖)
- Michelle Wai jako Bat Devil (蝙蝠妖女)
- Jiang Wu jako Żółwi demon